# Markéta Davidová
Markéta Davidová, född 3 januari 1997 i Jablonec nad Nisou, är en tjeckisk skidskytt.
Hon debuterade i världscupen i december 2016. Hennes första pallplats i världscupen kom när hon slutade trea i distans den 6 december 2018 i Pokljuka i Slovenien. Senare samma säsong vann hon sin första världscupseger efter förstaplatsen i sprint den 24 januari 2019 i Rasen-Antholz i Italien.
Davidová deltog i OS 2018 och 2022.